# Yên Bài
Yên Bài là một xã thuộc thành phố Hà Nội, Việt Nam.
Xã Yên Bài có diện tích 36,49 km², dân số năm 1999 là 3425 người, mật độ dân số đạt 94 người/km².

## Xây nhà trái phép tại vườn quốc gia Ba Vì
Ngày 8 tháng 3 năm 2016, Sở Xây dựng Hà Nội cho biết 59 căn biệt thự thuộc khu nghỉ dưỡng Điền Viên thôn nằm tại khu rừng Mu, thôn Chóng, xã Yên Bài có diện tích khoảng 4,8 ha đã được xây dựng từ năm 2011 tới nay không có giấy phép. UBND xã Yên Bài kiểm tra, lập biên bản vi phạm, tuy nhiên UBND xã không áp dụng các biện pháp ngăn chặn, trách nhiệm thuộc Chủ tịch UBND xã Yên Bài. Trách nhiệm cũng thuộc UBND huyện Ba Vì, và các phòng, ban chuyên môn của huyện vì Đội Thanh tra Xây dựng huyện Ba Vì đã phát hiện các trường hợp vi phạm, từ năm 2013. UBND huyện đã thành lập tổ công tác để kiểm tra, chỉ đạo xử lý vi phạm về đất đai, tuy nhiên đến nay tổ công tác vẫn chưa có báo cáo kết quả thực hiện.